# Oedaspis daphnea
Oedaspis daphnea är en tvåvingeart som beskrevs av Seguy 1930. Oedaspis daphnea ingår i släktet Oedaspis och familjen borrflugor.
Artens utbredningsområde är Marocko. Inga underarter finns listade i Catalogue of Life.